# وینچنتزو نگرینی
وینچنتزو نگرینی (ایتالیایی: Vincenzo Negrini؛ ‏ ۲۴ اوت ۱۸۰۴ – ۱۶ اوت ۱۸۴۰) خواننده باس-باریتون اپرا اهل ایتالیا بود.
بیشتر نقش‌های مهم باس-باریتون را در تالارهای مشهور ایتالیا، به وی واگذار می‌کردند (از جمله نقش «اورو وِزو» در نرما).
وی به دلیل ناراحتی شدید قلبی در سن ۳۵ سالگی در میلان درگذشت.